# ГЕС Артвін
ГЕС Артвін — гідроелектростанція на північному сході Туреччини. Знаходячись між ГЕС Юсуфейлі (вище за течією) та ГЕС Дерінер, входить до складу каскаду на річці Чорох, яка впадає до Чорного моря біля грузинського міста Батумі.
У межах проєкту річку перекрили бетонною арковою греблею заввишки 180 метрів (від фундаменту, висота від дна річки — 135 метрів) та завдовжки 278 метрів, яка потребувала 0,95 млн м3 матеріалу. Вона утримує водосховище з площею поверхні 4 км2 та об'ємом 167 млн м3, в якому припустиме коливання рівня в операційному режимі між позначками 499 та 512 метрів НРМ.
Основне обладнання станції становлять дві турбіни типу Френсіс потужністю по 166 МВт, які при напорі у 116 метрів повинні забезпечувати виробництво 1026 млн кВт·год електроенергії на рік.